# BMW M6
Der BMW M6 ist die höchstmotorisierte Version der Coupé- und der Cabriolet-Versionen der BMW 6er-Reihe. Beide Varianten wurden von der BMW M GmbH entwickelt und produziert.
Bis zum Produktionsende Mitte 2010 wurden 14.152 Exemplare des M6 der Baureihe E63/E64 gebaut. Davon entfielen 9087 Stück auf das Coupé und 5065 auf das Cabrio.
Vom Sommer 2012 bis 2018 wurde auf Basis des 6ers F12/13 der gleichnamige Nachfolger produziert. Dieses Modell gab es neben Coupé und Cabrio auch als Grand Coupé bezeichnete Limousine.
Der Nachfolger des 6er folgt November 2018 als 8er. Das Topmodell ist der M8 Competition mit einem 460 kW (625 PS) starken 4,4-Liter-V8-Ottomotor.

## M6 (E63/E64, 2005–2010)
Der M6 feierte sein Debüt auf dem Genfer Auto-Salon im Frühjahr 2005. Das Cabriolet, dessen offizielle Weltpremiere auf der British International Motor Show in London stattfand, folgte im Juli 2006.
Der BMW M6 besitzt einen 373 kW leistenden V10-Motor. Die Nennleistung wird bei 7750/min erreicht, bei 6100/min liegt das maximale Drehmoment von 520 Nm an. Im Test der Zeitschrift sport auto sprintete das M6-Coupé mit der Launch Control in 4,2 Sekunden von 0 auf 100 km/h (Werksangabe 4,6 Sekunden). Von 0 auf 200 km/h vergehen 12,8 Sekunden. Die Höchstgeschwindigkeit ist – serienmäßig – bei 250 km/h abgeregelt. Für einen Aufpreis von ca. 2350 € wurde die Höchstgeschwindigkeit auf 305 km/h angehoben, inklusive eines BMW-Fahrertrainings auf einer Rennstrecke. Ganz ohne elektronische Begrenzung erreicht der M6 eine Höchstgeschwindigkeit von bis zu 318 km/h. Der Zehnzylindermotor verfügt ebenso wie der von ihm abgeleitete BMW S65 über eine zylinderselektive Drosselklappensteuerung, im Unterschied zu diesem jedoch über eine VANOS, die mit 80 bar Öldruck aus einer kettengetriebenen Hochdruckpumpe beaufschlagt wird, sowie über  einen Luftmassenmesser pro Zylinderbank.
Die Fahrzeugcharakteristik ist elektronisch anpassbar. So lassen sich die Stoßdämpfer in drei Stufen (Komfort, Normal, Sport), die Schaltgeschwindigkeit des automatisierten Siebenganggetriebes (SMG) verstellen, sowie die volle Motorleistung aktivieren, die nach dem Starten des Motors auf 294 kW (400 PS) reduziert ist. Die Stabilitätskontrolle (DSC) ist abschaltbar sowie auf einen „MDM“ genannten Modus einstellbar, der das Ausbrechen des Fahrzeugs bis zu einem bestimmten Driftwinkel zulässt, ein gefährliches Übertreten des Grenzbereichs jedoch unterbindet.
Das M6 Coupé besitzt ein Carbondach, das mit Klarlack versiegelt ist. Das Leichtbaudach spart 4,5 kg Masse ein und verlagert damit prinzipiell auch den Schwerpunkt des Wagens nach unten, was die Wankbewegung in Kurven verringert. Für die Träger der Stoßfänger wird ebenfalls CFK eingesetzt.

### Technische Daten
|                                 | Coupé                                            | Cabriolet                                        |
| ------------------------------- | ------------------------------------------------ | ------------------------------------------------ |
| Bauzeit                         | 07/2005–07/2010                                  | 07/2005–07/2010                                  |
| Motorbauart                     | V10                                              | V10                                              |
| Motoraufladung                  | -                                                | -                                                |
| Hubraum                         | 4999 cm³                                         | 4999 cm³                                         |
| max. Leistung                   | 373 kW (507 PS) bei 7750/min                     | 373 kW (507 PS) bei 7750/min                     |
| max. Drehmoment                 | 520 Nm bei 6100/min                              | 520 Nm bei 6100/min                              |
| Getriebe                        | 7-Gang-Automatikgetriebe / 6-Gang-Schaltgetriebe | 7-Gang-Automatikgetriebe / 6-Gang-Schaltgetriebe |
| Höchstgeschwindigkeit           | 250 km/h (1) (305 km/h) (2)                      | 250 km/h (1) (305 km/h) (2)                      |
| Beschleunigung, 0–100 km/h      | 4,6 s                                            | 4,8 s                                            |
| Leergewicht                     | 1710 kg                                          | 1930 kg                                          |
| Kraftstoffverbrauch in l/100 km | 14,8 SP                                          | 15,2 SP                                          |

### Galerie

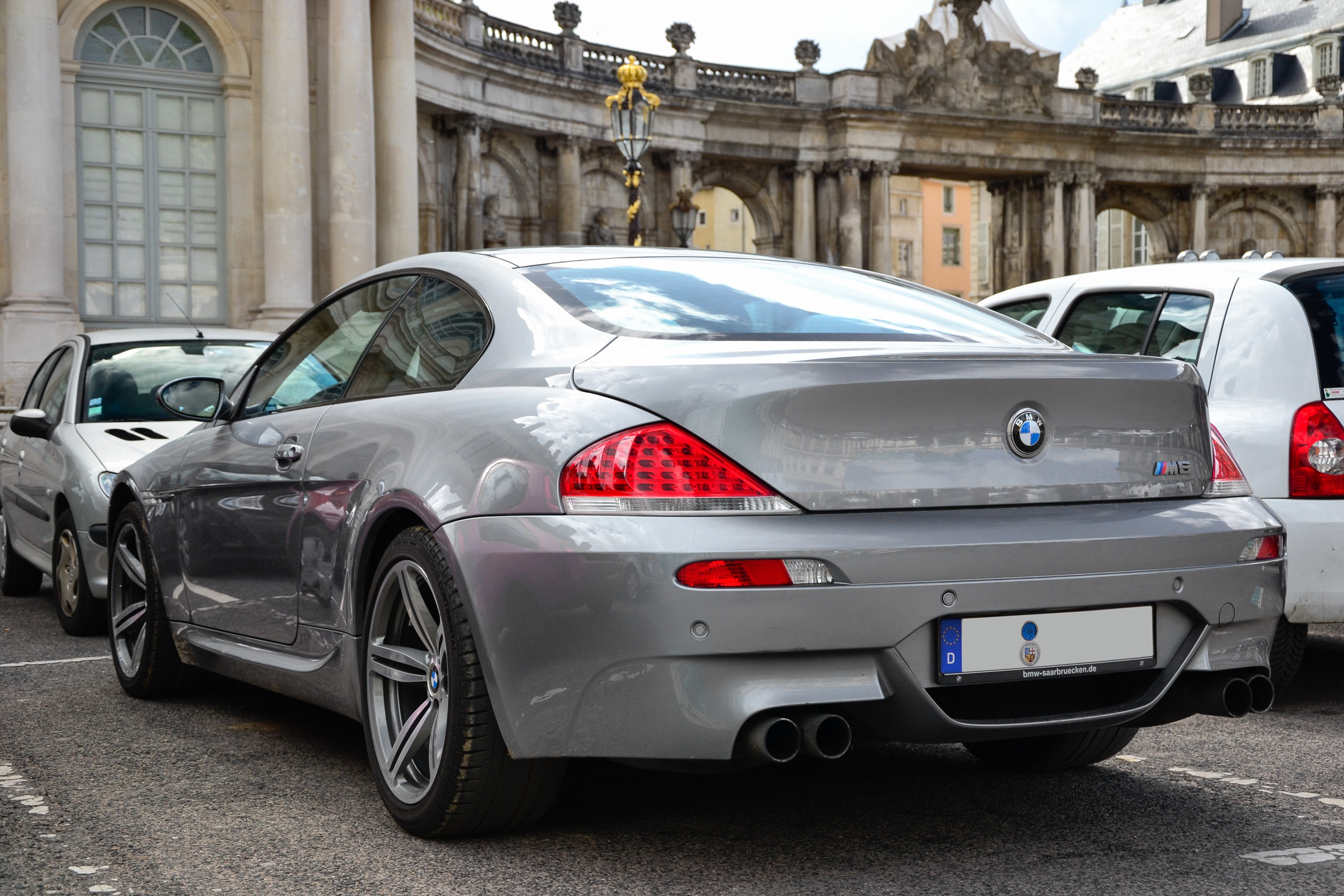
Heckansicht
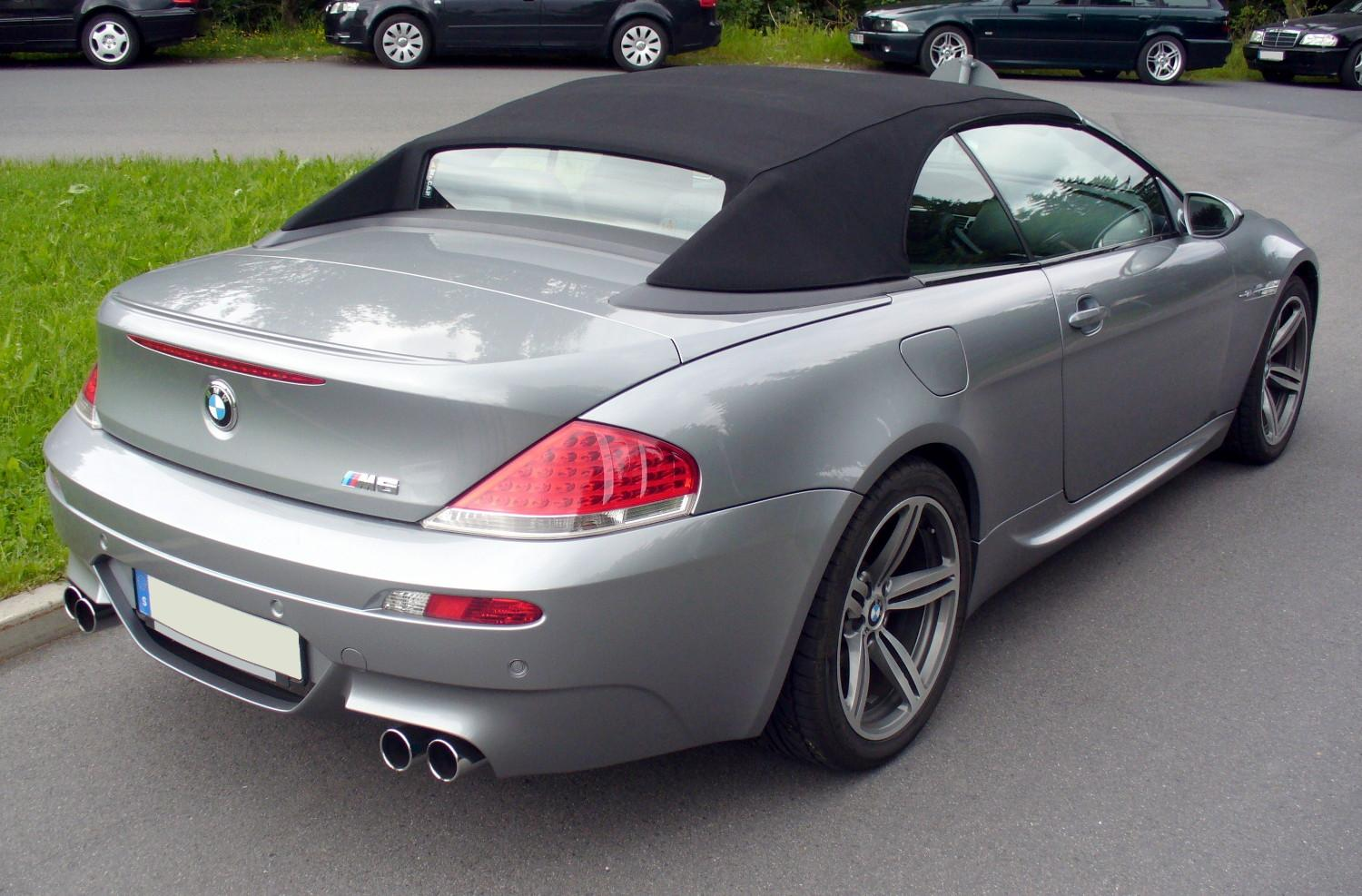
BMW M6 Cabrio (2006–2010)
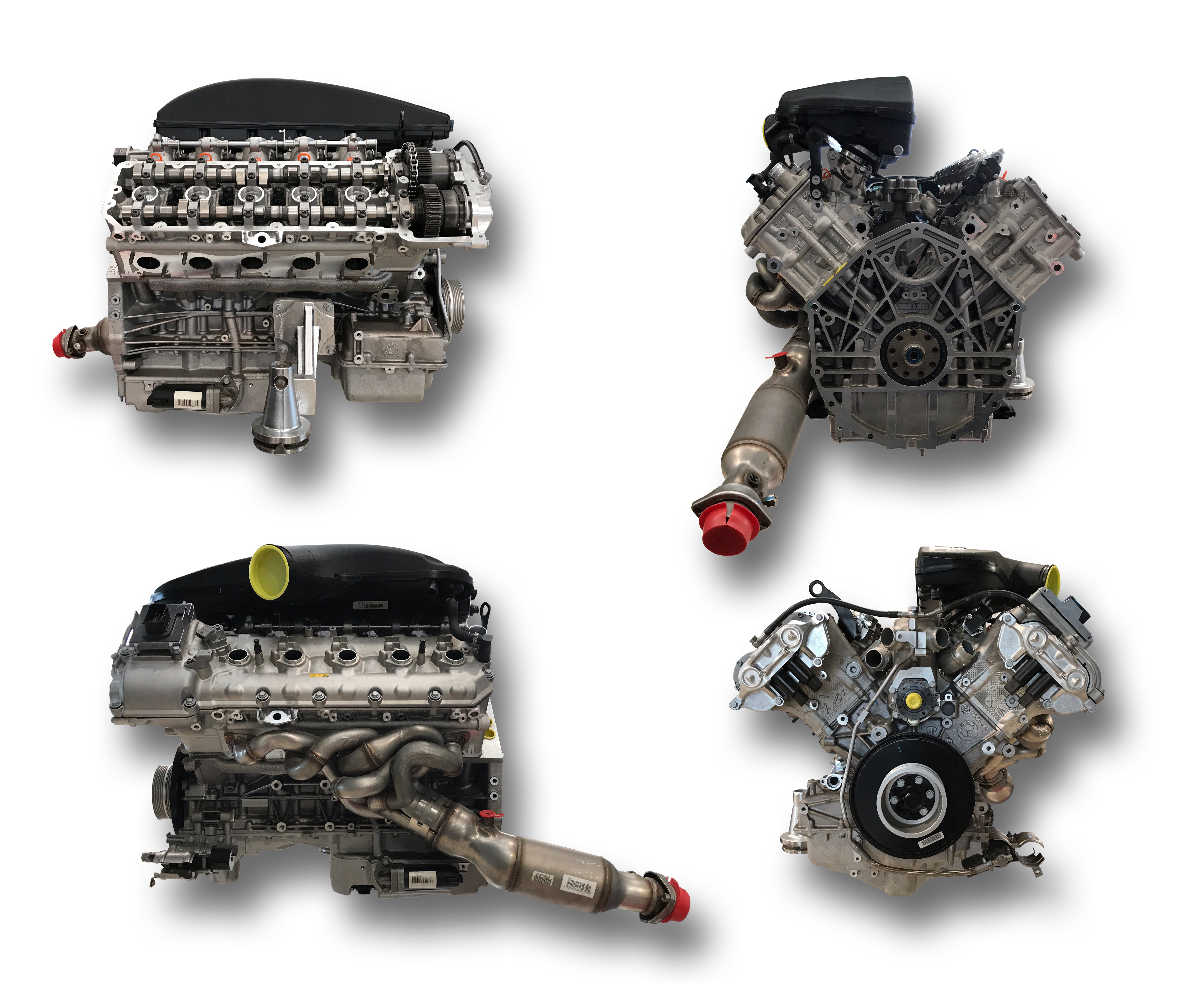
Vier-Seiten Ansicht des BMW V10 Motor, wie er im M6 Coupé verbaut ist

## M6 (F06/F12/F13, 2012–2018)
Im Frühjahr 2012 hat BMW auf dem Genfer Auto-Salon den BMW M6 als Cabrio sowie als Coupé der Öffentlichkeit präsentiert. Das Coupé besitzt wie der Vorgänger ein Leichtbaudach aus Kohlenstofffaserverstärktem Kunststoff (CFK). Beide Varianten des M6 sollen laut BMW bis zu 30 Prozent weniger Kraftstoff als die Vorgängerversionen verbrauchen.
Die Höchstgeschwindigkeit ist auch bei dieser Generation des M6 serienmäßig auf 250 km/h elektronisch begrenzt und wird in Verbindung mit dem optionalen M-Drivers Package auf 305 km/h angehoben.
Der M6 besitzt den S63-V8-Doppelturbo-Ottomotor mit Siebengang-M-Doppelkupplungsgetriebe sowie einige Technologien, die auch im BMW M5 (F10) zum Einsatz kommen.
Im Januar 2013 wurde das M6 Gran Coupé auf der Detroit Motor Show erstmals vorgestellt. Die Limousine verfügt über die gleiche Technik wie Coupé und Cabrio. So besitzt auch das Gran Coupé ein Carbondach.
Im März 2018 wurde das Ende der 6er Serie bekanntgegeben und darauf durch die neue 8er Serie ersetzt.

### Technische Daten
|                                 | M6                                                     | M6 Competition                                         | M6 Competition                                         |
| ------------------------------- | ------------------------------------------------------ | ------------------------------------------------------ | ------------------------------------------------------ |
| Bauzeit                         | 07/2012–04/2018                                        | 07/2012–04/2015                                        | 05/2015–04/2018                                        |
| Motorbauart                     | V8                                                     | V8                                                     | V8                                                     |
| Motoraufladung                  | Biturbo                                                | Biturbo                                                | Biturbo                                                |
| Hubraum                         | 4395 cm³                                               | 4395 cm³                                               | 4395 cm³                                               |
| max. Leistung                   | 412 kW (560 PS) bei 6000–7000/min                      | 423 kW (575 PS) bei 6000–7000/min                      | 441 kW (600 PS) bei 6000–7000/min                      |
| max. Drehmoment                 | 680 Nm bei 1500–5750/min                               | 680 Nm bei 1500–6000/min                               | 700 Nm bei 1500–6000/min                               |
| Getriebe                        | 7-Gang-Doppelkupplungsgetriebe / 6-Gang-Schaltgetriebe | 7-Gang-Doppelkupplungsgetriebe / 6-Gang-Schaltgetriebe | 7-Gang-Doppelkupplungsgetriebe / 6-Gang-Schaltgetriebe |
| Höchstgeschwindigkeit           | 250 km/h (1) 305 km/h (2)                              | 250 km/h (1) 305 km/h (2)                              | 250 km/h (1) 305 km/h (2)                              |
| Beschleunigung, 0–100 km/h      | 4,2 [4,3/4,2]                                          | 4,1 [4,2/4,1]                                          | 3,9 [4,0/3,9]                                          |
| Leergewicht in kg               | 1925 [1950/2055]                                       | 1925 [1950/2055]                                       | 1925 [1950/2055]                                       |
| Kraftstoffverbrauch in l/100 km | 9,9 SP                                                 | 9,9 SP                                                 | 9,9 SP                                                 |

Werte in [ ] beziehen sich auf Cabrio (F12) und Gran Coupé (F06)

### Galerie

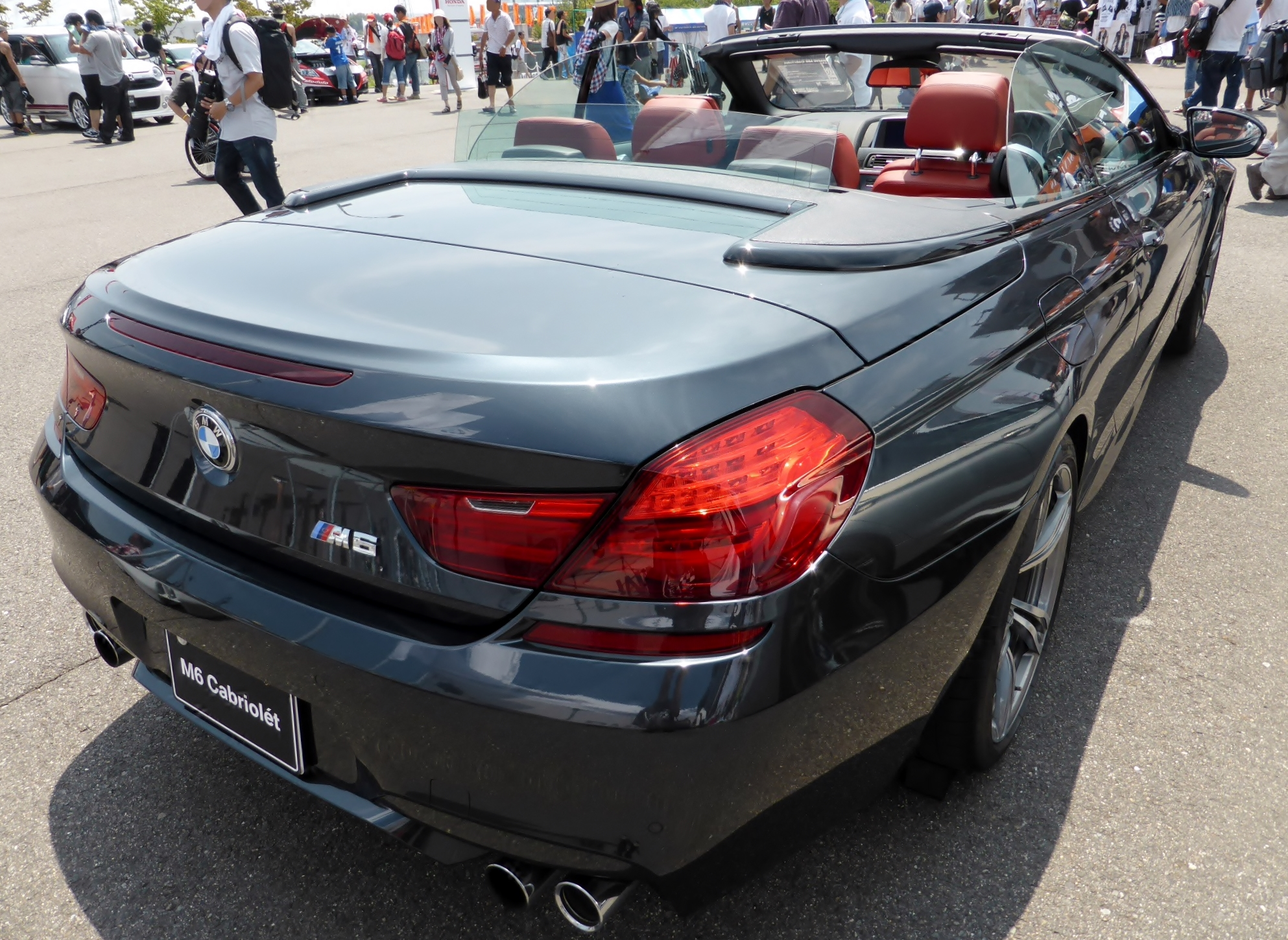
BMW M6 Cabrio (2012–2018)
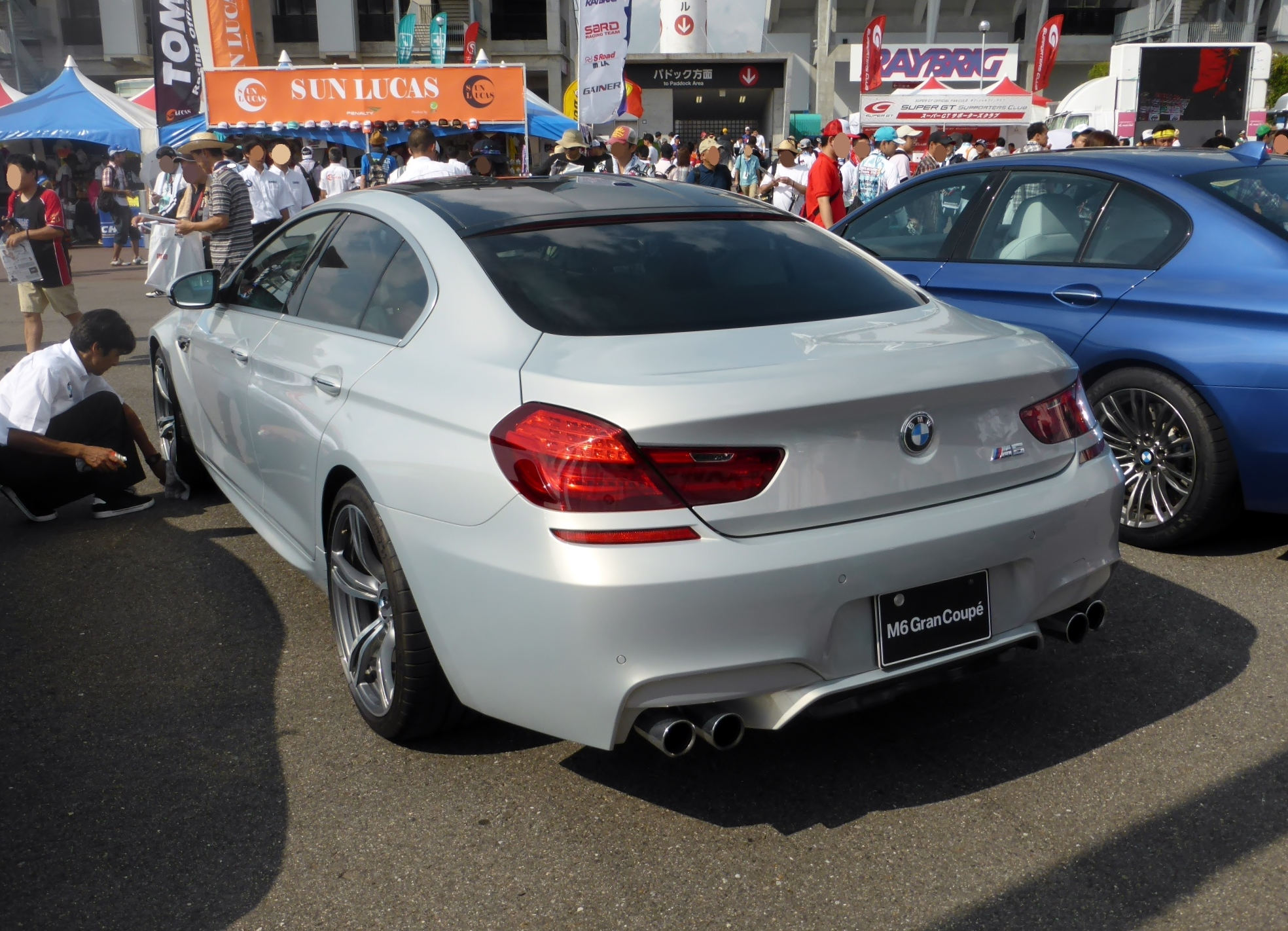
BMW M6 Gran Coupé (2013–2018)
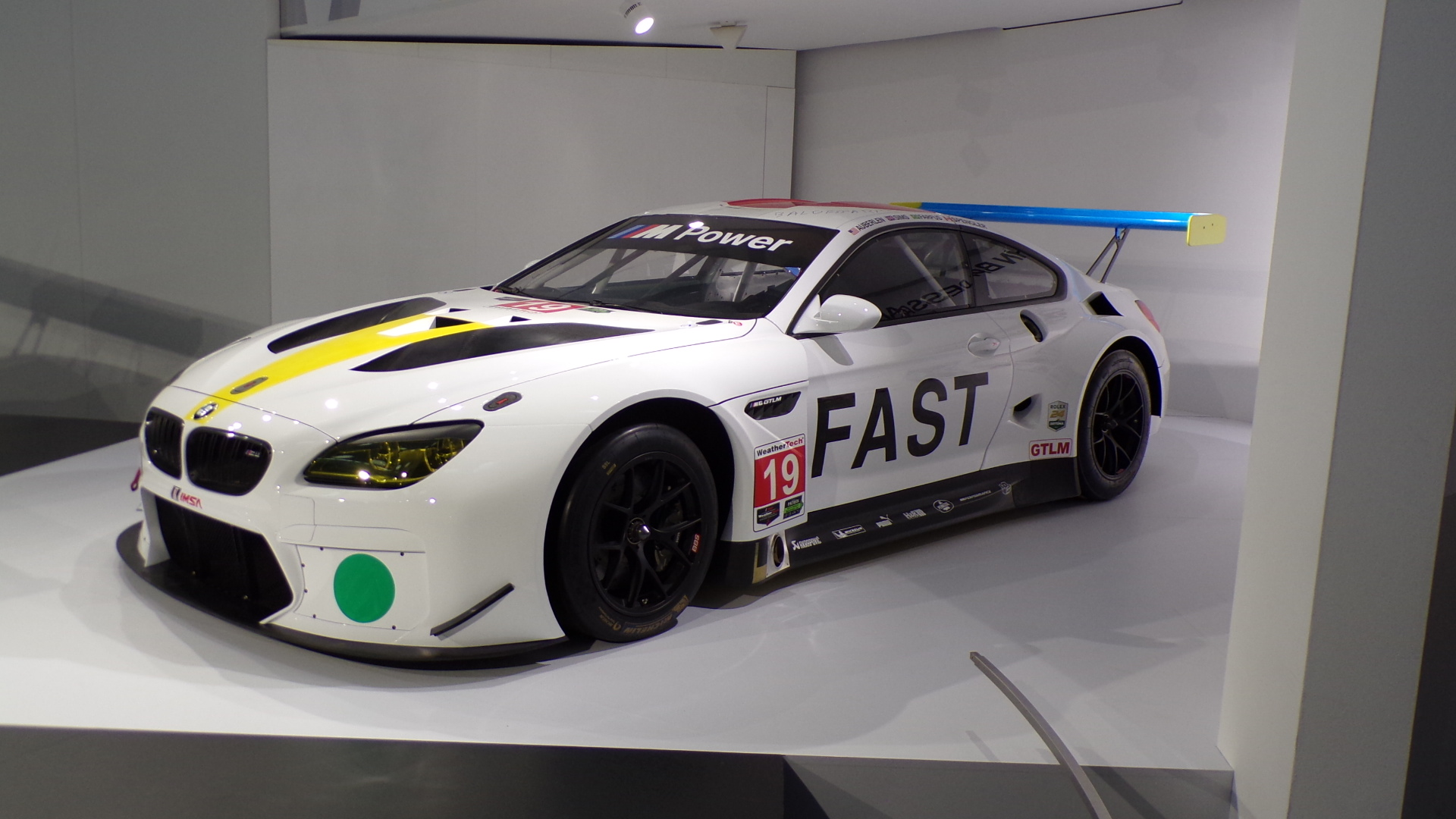
M6 Art Car von John Baldessari (2016)

Darüber hinaus gibt es von dem M6 (F13) eine GT3-Version, die die chinesische Künstlerin Cao Fei als BMW Art Car gestaltete; Premiere war am 31. Mai 2017 in Peking.